# Championnat d'Amérique du Sud féminin de volley-ball 1956
Navigation
Édition précédente Édition suivante
Le 2e championnat d'Amérique du Sud de volley-ball féminin s'est déroulé en 1956 à Montevideo, Uruguay. Il a mis aux prises les quatre meilleures équipes continentales.

## Équipes présentes
- Brésil
- Paraguay
- Pérou
- Uruguay

## Classement final
| Place              | Équipe   |
| ------------------ | -------- |
| Médaille d'or      | Brésil   |
| Médaille d'argent  | Uruguay  |
| Médaille de bronze | Pérou    |
| 4                  | Paraguay |